# Larned
Larned es una ciudad ubicada en el condado de Pawnee en el estado estadounidense de Kansas. En el año 2010 tenía una población de 4054 habitantes y una densidad poblacional de 675,67 personas por km².

## Geografía
Larned se encuentra ubicada en las coordenadas 38°10′56″N 99°6′6″O / 38.18222, -99.10167 (38.182109, -99.101696).

## Demografía
Según la Oficina del Censo en 2000 los ingresos medios por hogar en la localidad eran de $33,895 y los ingresos medios por familia eran $46,776. Los hombres tenían unos ingresos medios de $27,138 frente a los $20,927 para las mujeres. La renta per cápita para la localidad era de $19,936. Alrededor del 7.4% de la población estaban por debajo del umbral de pobreza.